# Brothers & Sisters (Padre de familia)
Brothers & Sisters (titulado Hermanos y hermanas en Hispanoamérica y España) es el décimo quinto episodio de la novena temporada de la serie de televisión animada de Comedia Padre de familia. Se emitió originalmente el 17 de abril de 2011 mediante FOX. En el episodio la hermana de Lois Carol Pewterschmidt buscando su décimo matrimonio.
El episodio fue escrito por Alex Carter y dirigido por Julius Wu. Este episodio marca la segunda aparición de Carol, la hermana de Lois. Sin embargo, Carol Kane no repite su papel de Carol. En cambio, la actriz Julie Hagerty proporciona la voz de Carol.

## Argumento
Cuando obtiene su noveno divorcio, una depresiva Carol habla con Lois por el teléfono. Más tarde, Carol llega a la residencia Griffin, con Lois para consolarla. El alcalde Adam West también se detiene en la casa, con el propósito de tocar el timbre de todas las casas (siendo la residencia Griffin la primera). Al descubrir que ambos comparten muchas cosas en común, Carol y Adam van a una cita, que condujo a su primer beso en una playa. Cuando la pareja llegó de vuelta a la casa de los Griffin, Adam le pide matrimonio a Carol, y ella acepta su propuesta. Mientras tanto, debido a que no tiene hermanos, Peter está encantado de tener a Adán como su concuño, lo primero que hacen es ir a salir a pasear en bicicleta. Teniendo en cuenta que Carol había roto con su último marido hace muy poco, Lois no está contenta con la decisión del matrimonio de Carol con Adam West. Ella trata de convencerla de que debe alejarse del Adam, al no tener éxito, Lois lleva a tres exmaridos de Carol, con el fin de demostrar que su visión del futuro con West puede terminar de nuevo en una gran depresión. Finalmente convencida, Carol ahora rechaza la propuesta de matrimonio de Adam y sale corriendo llorando, dejando a Adam molesto también. A causa de que su relación con Carol que ya no va a pasar, Adam decide mudarse a Alaska y convertirse en un esquimal allí. Además, Peter se enoja con Lois por quitarle a su concuño, además explica que Carol y Adam deben de casarse porque en un principio pocos creían que Peter y Lois fueran una pareja ideal, como Carol, quién los apoyó en todo momento. En ese momento, Lois lamenta su acción para evitar la relación de Carol. Lois, Peter y Carol se dirigen al aeropuerto de Quahog, para poder detener el vuelo de Adam, sin embargo, al llegar se dan cuenta de que el vuelo ya partió. Peter descubre que Quagmire está volando el avión donde va el alcalde, es entonces cuando Peter logra exitosamente que el vuelo regrese de nuevo a Quahog. Carol y Adam se reúnen de nuevo y se casan.

## Recepción
The A.V. Club dio al episodio una "B" diciendo: "Mientras pensé que el episodio de la semana pasada de Padre de familia fue una especie de retorno a la forma, este episodio está cercano a los episodios de Los Simpsons actuales en ciertos aspectos.Imitando la forma de los clásicos, mientras que no del todo haciendo las cosas bien Sigue siendo bueno-no es genial".